# St. Josef und Maria (Echbeck)

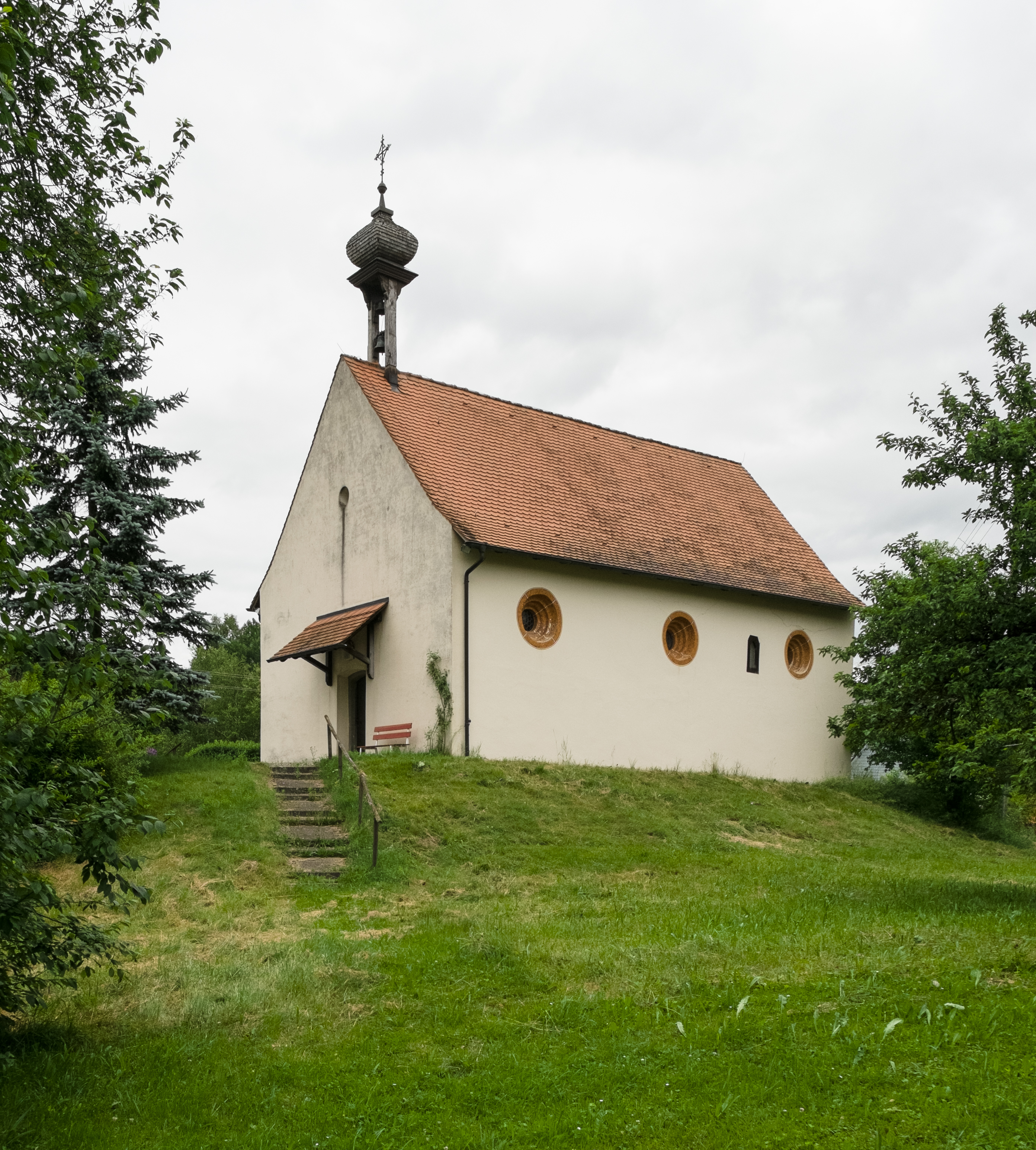
St. Josef und Maria in Echbeck

Die römisch-katholische Kapelle St. Josef und Maria steht in Echbeck, einem ein Teilort der Gemeinde Heiligenberg im Bodenseekreis in Baden-Württemberg. Sie gehört zum Dekanat Linzgau im Erzbistum Freiburg. Die Kapelle ist als Denkmal beim Landesamt für Denkmalpflege Baden-Württemberg eingetragen.

## Beschreibung
Die Saalkirche wurde im 11. Jahrhundert erbaut. Ihre Wände bestehen aus verputzter Grauwacke. Die Rundfenster wurden im 16. Jahrhundert eingebrochen. Aus dem Satteldach des Langhauses erhebt sich im Westen ein offener Dachreiter, in dem eine Kirchenglocke hängt, und der mit einer Zwiebelhaube bedeckt ist. 
Im Altarretabel des Altars aus dem frühen 18. Jahrhundert ist die Heilige Familie dargestellt. Eine Pietà stammt aus dem frühen 14. Jahrhundert.